# کاپان خان
کاپان خان (مقدونی: Капан ан) نام یک کاروانسرا در بازار قدیمی اسکوپیه در جمهوری مقدونیه است. این بنا در میانه قرن پانزدهم میلادی توسط فرمانده بوسنیایی عیسی‌بیگ عیساکویچ ساخته شده تا محل درآمد برای موقوفات او باشد.